# Síria Ribeiro
Síria Lisandra de Barcelos Ribeiro (* 28. September 1979) ist eine brasilianische Herpetologin, Ökologin und Hochschullehrerin. 

## Leben
Ribeiro ist die Tochter von Maria Lisandra de Barcelos Ribeiro und Verício Chagas Ribeiro. Sie schrieb sich 1998 in den Biowissenschaften an der Pontifícia Universidade Católica do Rio Grande do Sul (PUCRS) in Porto Alegre ein, wo sie 2001 die Licenciatura erwarb. 2003 folgte an derselben Universität ein Masterstudium im Fachbereich Biowissenschaften, das sie 2005 unter der Leitung von Thales de Lema mit der Arbeit Microdermatografia do estrato córneo das escamas de Pseudoboini Jenner e Dowling, 1985 (Serpentes: Colubridae: Xenodontinae) abschloss. Anschließend studierte sie ebenfalls an der PUCRS, wo sie 2010 mit der Dissertation Revisão sistemática de Leposternon Wagler, 1824 (Squamata: Amphisbaenia) unter der Leitung von Taran Grant zum Doktor promoviert wurde. 
2013 wurde sie Professorin am Centro de Formação Interdisciplinar (CFI) und Labor für Ökologie und Tierverhalten der Universidade Federal do Oeste do Pará in Santarém.
Ribeiro untersucht die Artenvielfalt von Schuppenkriechtieren mit Schwerpunkt auf der Systematik der Eigentlichen Doppelschleichen (Amphisbaenidae) und Schlangen (Serpentes). Sie gehört zu den Erstbeschreibern von mehreren neuen Doppelschleichenarten aus Brasilien.
Zu ihren Forschungsprojekten zählen Studien über die falschen Korallenschlangen der Gattung Oxyrhopus, über die Hornschicht der mittleren Vertebralia der Gattung Echinanthera, eine strukturierte Bestandsaufnahme der Schlangen in den Cerradogebieten Amazoniens und Vergleich mit den bewaldeten Gebieten im mittleren Amazonasgebiet im Westen des Bundesstaates Pará, Erstellung eines taxonomischen Katalogs über die Doppelschleichen Brasiliens, Untersuchung der amazonischen Doppelschleichen als Grundlage für die phylogenetische Untersuchung der amerikanischen Doppelschleichen, die Herpetofauna (Reptilien und Amphibien) der wasserreichen Unterregion des Rio Tapajós sowie die Integrative Taxonomie und Biogeographie der brasilianischen Doppelschleichen.
2023 war sie Co-Autorin beim fünften Band des E-Books Coleção Nas Teias da Amazônia: Tecendo pesquisas e traçando caminhos.

## Erstbeschreibungen von Síria Ribeiro
- Amphisbaena acrobeles (Ribeiro, Castro-Mello & Nogueira, 2009)
- Amphisbaena filiformis Ribeiro, Gomes, Rodrigues Da Silva, Cintra & Da Silva, 2016
- Amphisbaena hoogmoedi Oliveira, Vaz-Silva, Santos-Jr, Graboski, Teixeira Jr, Dal Vechio & Ribeiro, 2018
- Amphisbaena kiriri Ribeiro, Gomides & Costa, 2018
- Amphisbaena mebengokre Ribeiro, Sá, Santos Jr, Graboski, Zaher, Guedes, Andrade & Vaz-Silva, 2019
- Leposternon bagual Ribeiro, Santos-Jr & Zaher, 2015
- Leposternon cerradensis Ribeiro, Vaz-Silva & Santos-Jr, 2008
- Leposternon maximus Ribeiro, Nogueira, Cintra, Da Silva & Zaher, 2011
- Leposternon mineiro Ribeiro, Silveira & Santos-Jr, 2018